# Douville
Douville é uma comuna francesa na região administrativa da Nova Aquitânia, no departamento Dordonha. Estende-se por uma área de 20,1 km². Em 2010 a comuna tinha 469 habitantes (densidade: 23,3 hab./km²).